# Гухой
Гухой (чечен. ГутӀа) — село в Итум-Калинском районе Чеченской Республики. Административный центр Гухойского сельского поселения.

## География

Гухойское сельское поселение на карте Итум-Калинского района

Село расположено на правом берегу реки Шоермэхк, в 12 км к северо-западу от районного центра Итум-Кали.
Ближайшие населённые пункты: на северо-востоке — Борзой и Гучум-Кале, на юго-востоке — Ушкалой и Конжухой.

## История
Родовое село чеченского тайпа — Гухой. Большинство из которых ныне проживают в Грозненском и Урус-Мартановском районах. В 1944 году коренное население ЧИ АССР было выселено. После восстановления ЧИ АССР чеченцам было запрещено возвращаться в свои исконные районы: Галанчожский, Шатойский и Итум-Калинский.

## Население
| 1990 | 2002 | 2010 |
| ---- | ---- | ---- |
| 353  | ↗470 | ↗685 |